# Pomník bratranců Veverkových (Pardubice)
Pomník bratranců Veverkových v Pardubicích je pískovcové sousoší bratranců Václava a Františka Veverkových, vynálezců tzv. ruchadla, vztyčené roku 1883 v Pardubicích. Jeho autorem je sochař Josef Strachovský. Od roku 1984 je registrován jako kulturní památka.

## Historie

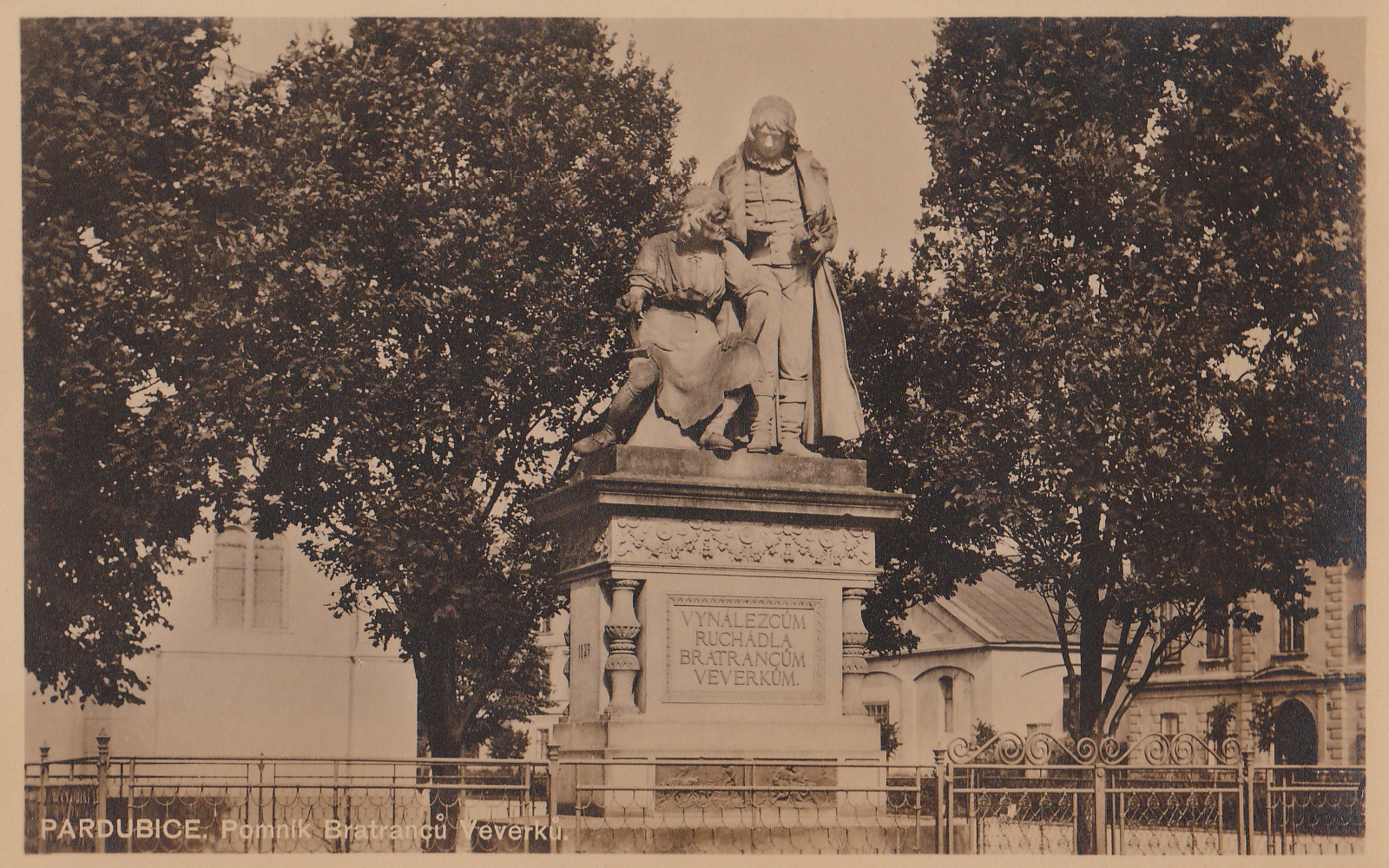
Pomník v původní lokalitě na pohlednici z roku 1910

Umělecká porota složená z Miroslava Tyrše, zakladatele jednoty Sokol a uměleckého kritika, Jiljího Vratislava Jahna, ředitele zdejší reálky, architekta Antonína Wiehla a sochaře Bedřicha Schnircha v rámci soutěže o pomník nakonec zvolila jako vítězný návrh sochaře Josefa Strachovského. Umístěn byl u křižovatky nedaleko hotelu Veselka, na prostranství na Královské třídě (pozdější třída Míru) u pardubické synagogy. U příležitosti jeho slavnostního odhalení byla ve městě o den dříve, 7. září 1883, zahájena hospodářská výstava, kde bylo možno zhlédnout mj. elektromotor účinný k pohonu mlátičky, stejně jako další elektrotechnické či zemědělské vymoženosti, včetně spuštění veřejného osvětlení města firmou Křižík pomocí čtyř obloukových lamp a dalších. Dne 8. září, u příležitosti Mezinárodního dne rolnictva, odhalil pomník významný politik staročeské strany František Ladislav Rieger, J. V. Jahn zde přednesl svou oslavnou báseň.
Roku 1958 došlo k demolici budovy synagogy a přestavbě celého prostoru, pomník byl následně přesunut o několik set metrů, nedaleko kostela svatého Jana na ulici Svatojánskou, která byla přejmenována na ulici Bratranců Veverkových. Roku 1984 byl pomník zapsán do seznamu kulturních památek.

## Popis

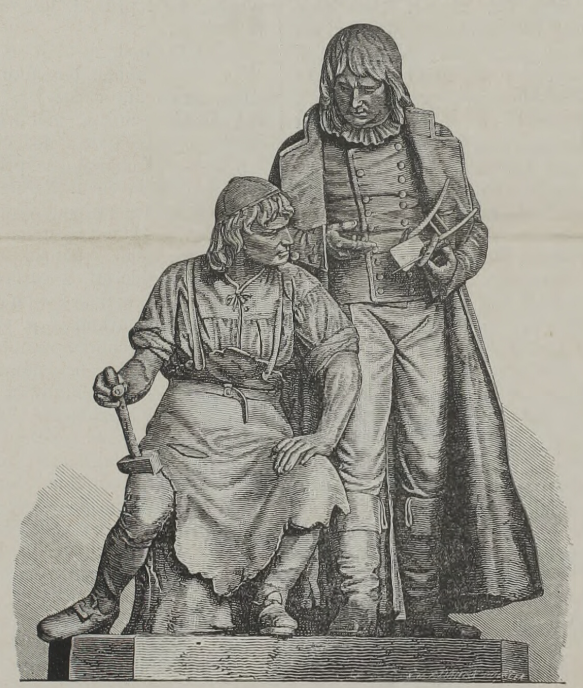
Detail sousoší (kresba, Hospodář moravský, no. 22, 1883)

Památník je pojat v historistickém slohu. Sochy v nadživotní velikosti stojí na asi 1,7 metru vysokém podstavci. Stojící postava vpravo zobrazuje sedláka Františka Veverku, který s ideou stroje přišel, sedící postava pak kováře Václava Veverku, který první ruchadlo vyrobil. Podstavec pak nese v čelní části nápis VYNÁLEZCŮM RUCHADLA BRATRANCŮM VEVERKŮM, pod ním umístěná dvojice plastik zobrazuje výjevy z procesu vynálezu ruchadla. Již na svém původním místě zabíral plochu zeleně okolo sousoší, ohraničené nízkým kovaným plotem.